# Frederik Kaiser
Frederik Kaiser (Amsterdam, 10 giugno 1808 – Leida, 28 luglio 1872) è stato un astronomo olandese.
Kaiser era figlio di Johann Wilhelm e Anna Sibella Liernur, ma dall'età di otto anni fu cresciuto da suo zio Johan Frederik Keyser.
È accreditato del progresso dell'astronomia olandese attraverso i suoi contributi scientifici di misurazioni posizionali, la sua divulgazione dell'astronomia nei Paesi Bassi e aiutando a costruire un osservatorio all'avanguardia nel 1861 (oggi è conosciuto come il "vecchio Osservatorio").